# مجدي الهلالي
مجدي الهلالي  هو داعية إسلامي وطبيب تحاليل طبية مصري أقام في المدينة المنورة بين عامي 1994 - 2005. يُقيم حاليًا في القاهرة. أسس مؤسسة الصحابي عقبة بن عامر، والتي تهتم بالتربية القرآنية للأفراد. له العديد من المؤلفات والمقالات والمحاضرات، ومن أشهر كتبه: حطم صنمك، والإيمان أولًا.

## مؤلفاته
له العديد من المؤلفات، منها:
1. هلموا إلى ربكم[5]
2. التوازن التربوي، وأهميته لكل مسلم[5]
3. الإيمان أولاً؛ فكيف نبدأ به؟[5]
4. عودة الروح ويقظة الإيمان
5. نظرات في التربية الإيمانية
6. تحقيق الوصال بين القلب والقرآن
7. غربة القرآن[5]
8. العودة إلى القرآن -لماذا وكيف
9. إنه القرآن سر نهضتنا
10. كيف نغير ما بأنفسنا[5]
11. كيف نحب الله ونشتاق إليه
12. حقيقة العبودية
13. حطم صنمك؛ وكن عند نفسك صغيرًا[5]
14. التزكية التربية المنسية
15. ظاهرة الضعف النفسي وسبل علاجها
16. واجبات الشاب المسلم
17. من فقه الأولويات في الإسلام[6]
18. أضواء على طريق الدعوة
19. رسالة من غريق
20. طوق النجاة
21. فلنبدأ بأنفسنا
22. رسالة إلى أخي في الله.
23. أين المخرج فالصخرة أغلقت الغار
24. وماذا بعد؟
25. الجيل الموعود بالنصر والتمكين[5]
26. ركائز الدعوة
27. الطريق إلى الربانية
28. الوعد الحق والثقة
29. فلنبدأ بأنفسنا
30. صور مرفوضة؛ احذرها أخي الداعية[5]
31. طريق الإصلاح.. أضواء على مفاهيم مختلطة
32. مهلا أخي الداعية
33. ركائز الدعوة
34. أيامًا معدودات[5]
35. الطوفان قادم.. الله أو الدمار
36. الطريق إلى الربانية
37. أين المخرج؟ فالصخرة أغلقت الغار[5]
38. الابتلاء، وكيف تستفيد منه الدعوات[5]

وكذلك مجموعة من الكتيبات منها:
1. حتى لا نخسر رمضان
2. كيف نستفيد من رمضان
3. الكنز المهجور
4. كيف نحيى قلوبنا في رمضان؟ مع القرآن في رمضان يوماً بيوم[5]
5. ماذا نريد من رمضان؟[5]